# ドナルド・マカルパイン
ドナルド・マカルパイン（Donald McAlpine, 1934年 - ）はオーストラリア・ニューサウスウェールズ州出身の映画撮影監督。

## 略歴
1970年代からオーストラリア映画界で活躍し、後にハリウッドの作品も手がけるようになる。ハリウッドでも、フィリップ・ノイスやバズ・ラーマン、P・J・ホーガン、メル・ギブソンといった同じくオーストラリア出身の監督の作品も手がけている。2001年の『ムーラン・ルージュ』でアカデミー撮影賞にノミネートされた。

## 主な作品
- わが青春の輝き My Brilliant Career (1979)
- 戦場の小さな恋人たち Don't Cry, It's Only Thunder (1982)
- ポール・ニューマンの ハリー&サン Harry & Son (1984)
- ハドソン河のモスコー Moscow on the Hudson (1984)
- プレデター Predator (1987)
- パラドールにかかる月 Moon Over Parador (1988)
- バックマン家の人々 Parenthood (1989)
- 恋の時給は4ドル44セント Career Opportunities (1991)
- ハード・ウェイ The Hard Way (1991)
- ザ・スタンド Medicine Man (1992)
- パトリオット・ゲーム Patriot Games (1992)
- 顔のない天使 The Man Without a Face (1993)
- ミセス・ダウト Mrs. Doubtfire (1993)
- 今そこにある危機 Clear and Present Danger (1994)
- 9か月 Nine Months (1995)
- ロミオ+ジュリエット Romeo + Juliet (1996)
- ザ・ワイルド The Edge (1997)
- ムーラン・ルージュ Moulin Rouge! (2001)
- タイムマシン The Time Machine (2002)
- N.Y.式ハッピー・セラピー Anger Management (2003)
- ピーター・パン Peter Pan (2003)
- ナルニア国物語/第1章: ライオンと魔女 The Chronicles of Narnia: The Lion, the Witch and the Wardrobe (2005)
- ウルヴァリン:X-MEN ZERO X-Men Origins: Wolverine (2009)
- エンダーのゲーム Ender's Game (2013)